# Сен-Виктор (Ардеш)
Сен-Викто́р (фр. Saint-Victor, окс. Sant Victor) — коммуна во Франции, находится в регионе Рона — Альпы. Департамент коммуны — Ардеш. Входит в состав кантона Сен-Фелисьен. Округ коммуны — Турнон-сюр-Рон.
Код INSEE коммуны — 07301.

## Население
Население коммуны на 2008 год составляло 932 человека.
| 1962 | 1968 | 1975 | 1982 | 1990 | 1999 | 2008 |
| ---- | ---- | ---- | ---- | ---- | ---- | ---- |
| 799  | 917  | 777  | 796  | 821  | 828  | 932  |

## Экономика
В 2007 году среди 613 человек в трудоспособном возрасте (15—64 лет) 428 были экономически активными, 185 — неактивными (показатель активности — 69,8 %, в 1999 году было 67,4 %). Из 428 активных работали 383 человека (227 мужчин и 156 женщин), безработных было 45 (22 мужчины и 23 женщины). Среди 185 неактивных 43 человека были учениками или студентами, 75 — пенсионерами, 67 были неактивными по другим причинам.

## Достопримечательности
- Церковь в нео-готическом стиле XIX века
- Часовня Нотр-Дам-де-Нава
- Замки Пуйоль, Широль, Корса, Мантелен

## Фотогалерея

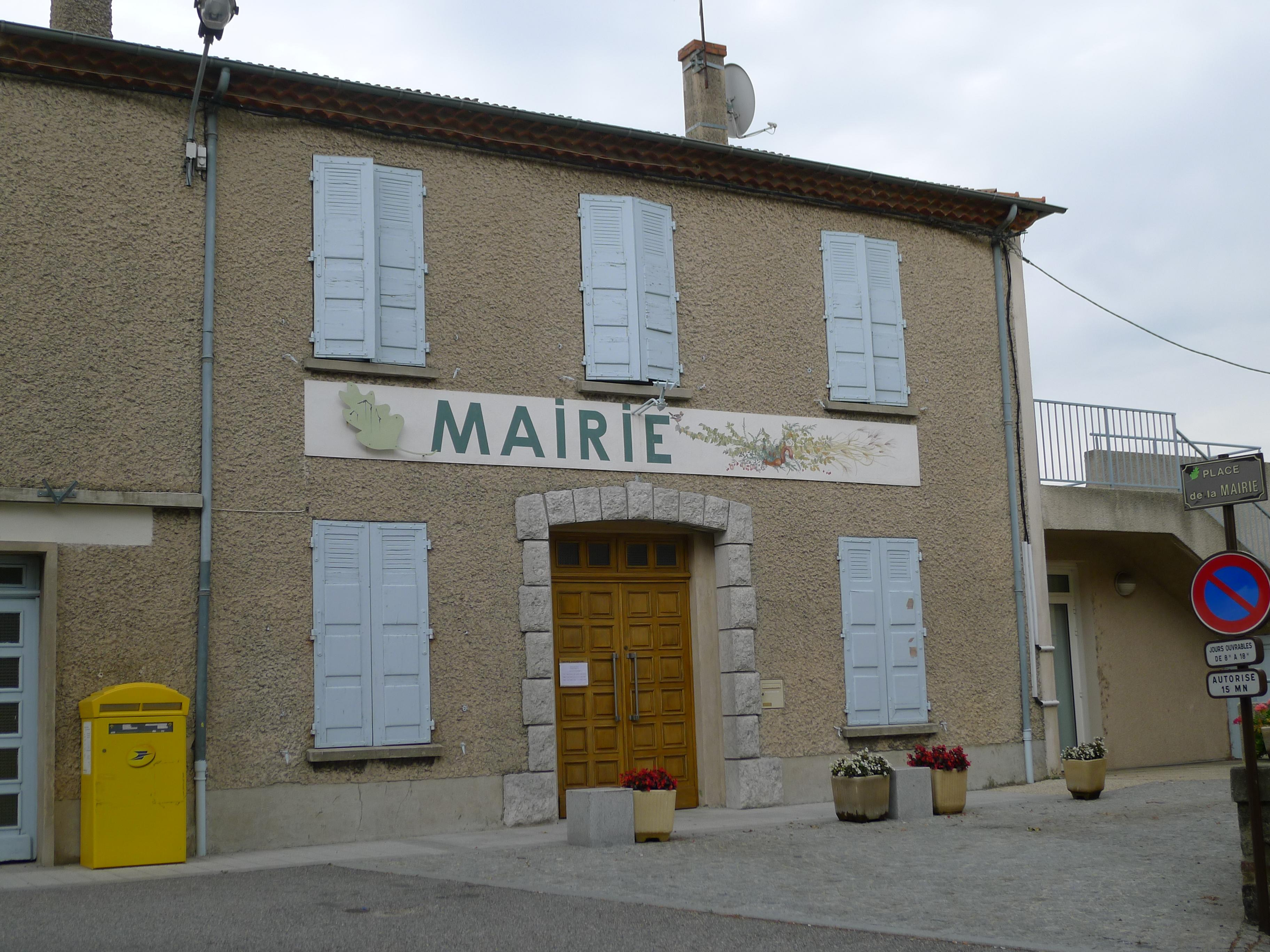
Мэрия
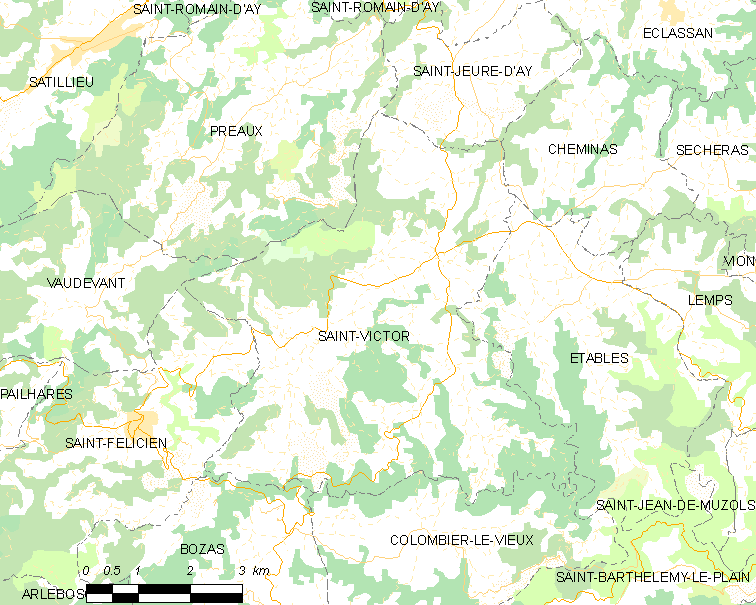
Карта коммуны